# Эргашева, Рисалатой
Рисалатой Эргашева — советский хозяйственный, государственный и политический деятель, Герой Социалистического Труда.

## Биография
Родилась в 1924 году в Ферганской области. Член КПСС с 1953 года.
С 1940 года — на хозяйственной, общественной и политической работе. В 1940—1980 гг. — колхозница, звеньевая колхоза имени Ленина Узбекистанского района Ферганской области, бригадир хлопководческой бригады, председатель колхоза имени Ленина Узбекистанского района Ферганской области.
Указом Президиума Верховного Совета СССР от 8 апреля 1971 года присвоено звание Героя Социалистического Труда с вручением ордена Ленина и золотой медали «Серп и Молот».
Избиралась депутатом Верховного Совета Узбекской ССР 5-го и 6-го созывов.
Делегат XXV съезда КПСС.
Умерла после 1980 года.